# Chiesa della Santissima Pietà
 La Chiesa della Santissima Pietà è una chiesa di Teggiano.

## Origini
Costruita tra la fine del XIII ed il principio del XIV secolo, ad opera di Ruggero e Tommaso Sanseverino conti di Marsico era intitolata a San Benedetto. Un documento nell'Archivio Carrano attesta l'esistenza di questa chiesa e della cappella Carrano nel 1306. Di questo periodo è l'impianto della chiesa e del convento, molti i documenti relativi alla storia del grande complesso conventuale, pochi quelli che riguardano l'originaria destinazione, quale monastero delle benedettine di Diano.
L'attuale complesso è quello che, intorno al 1470-1476, Roberto Sanseverino, principe di Salerno e signore di Teggiano, fece restaurare ed ampliare per poi donarlo ai frati Minori.

## Esterno
Posta alla sommità di un imponente scalone, la facciata è abbellita da un elegante porticato a tre arcate, che poggiano su una serie di elevate colonne sormontate da capitelli figurati.
L'originario portone quattrocentesco, tutto intagliato a formelle floreali, è incorniciato dal rinascimentale portale di accesso alla chiesa in cui, tra le stupende decorazioni scultoree,
trova posto, in una lunetta, la Pietà, un bassorilievo marmoreo datato 1476, di pregiata fattura.

## Interno
.

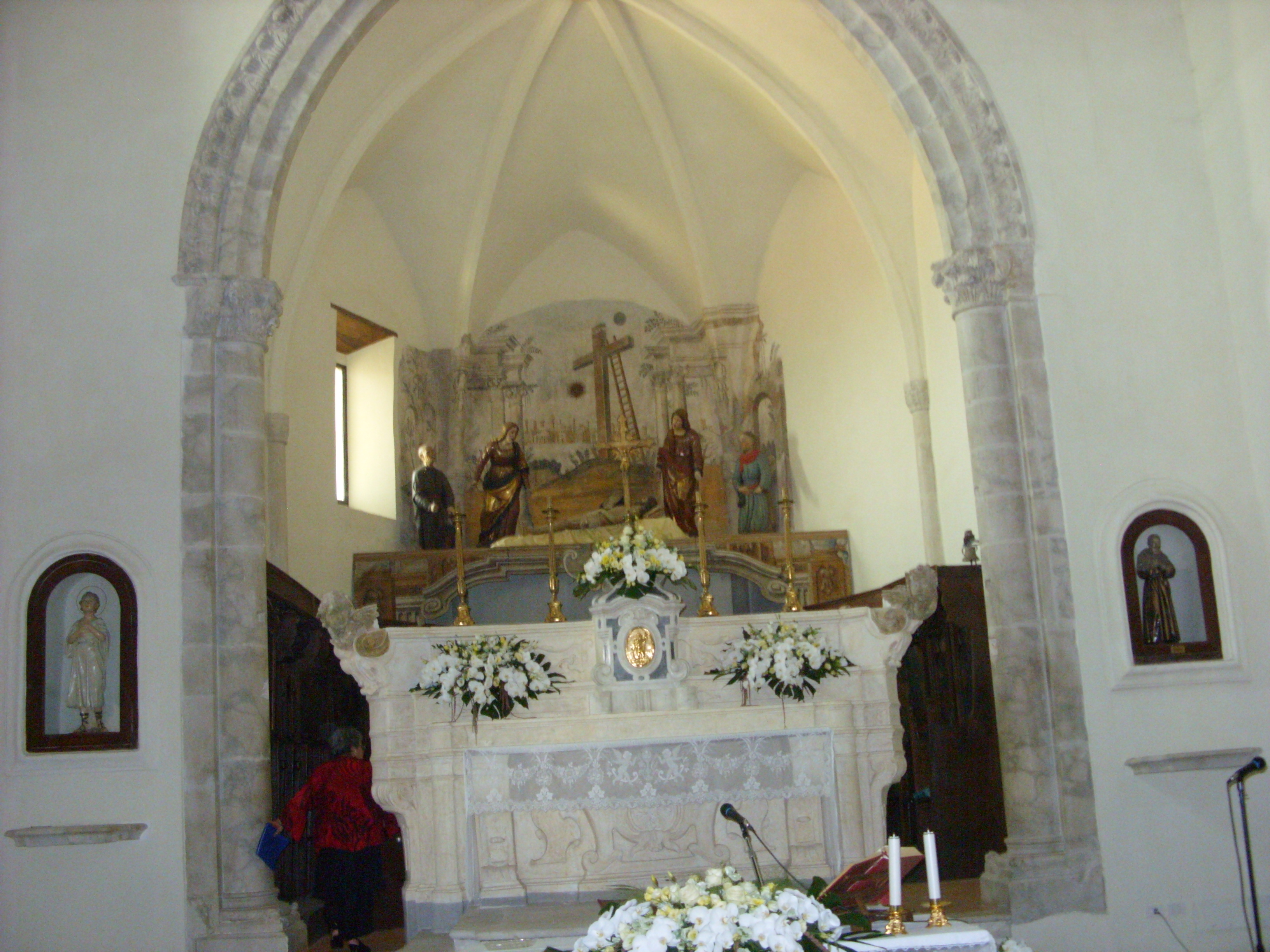
Interno della Chiesa della Pietà a Teggiano (SA),con il gruppo scultoreo della Pietà,opera di Giovanni da Nola

L'interno, a pianta centrale, rispetta in pieno l'architettura francescana.
La commissione degli arredi interni e delle opere d'arte è dovuta principalmente ad Antonello Sanseverino, che volle soprattutto due testimonianze di alto valore artistico e di grande potenziale simbolico per questa chiesa: il grande affresco della Andata al Calvario sulla parete del refettorio, che risale al 1487, ed il gruppo ligneo della Pietà, eseguito con tutta probabilità nel 1506-1508.
L'affresco dell'Andata al Calvario è opera di un artista, forse addirittura straniero, fortemente pervaso di cultura catalano-valenzana ed invia un preciso messaggio politico, a due anni di distanza da quella riunione che, proprio nel castello di Teggiano, dette il via alla congiura dei baroni contro il potere aragonese. La presenza nell'affresco, in posizione privilegiata, di un santo francescano assai raro, Elzearo da Sabrano, collaboratore a Napoli di Roberto d'Angiò, denota un richiamo nostalgico al potere angioino, contrapposto alla dominazione dei sovrani aragonesi contro cui Antonello Sanseverino conduceva un'aspra lotta.
Più difficile è invece intendere il messaggio iconologico del gruppo della Pietà, sia per la qualità molto alta della scultura, sia perché esso è opera di uno dei maggiori scultori napoletani del Cinquecento, Giovanni da Nola. Tra i personaggi del compianto sono raffigurati anche Antonello ed il figlio Roberto Sanseverino.
D'interesse artistico sono, inoltre, i diversi dipinti, tra cui principalmente il Miracolo di san Diego firmato dal fiorentino Giovanni Balducci e datato 1602 , ed il Sangue del Redentore di Nicola Peccheneda, databile al 1769 circa.
Non meno rilevante dal punto di vista artistico è l'annesso chiostro, opera dell'architetto-scultore Francesco da Sicignano.